# Maccaffertium terminatum
Maccaffertium terminatum är en dagsländeart som först beskrevs av Walsh 1862.  Maccaffertium terminatum ingår i släktet Maccaffertium och familjen forsdagsländor. Inga underarter finns listade i Catalogue of Life.